# Sepienko
Sepienko – wieś w Polsce położona w województwie wielkopolskim, w powiecie kościańskim, w gminie Kościan. Na południe od Sepienka przepływa Kanał Prut I oraz przebiega droga wojewódzka nr 308.
Wśród właścicieli ziemi w Sepienku w roku 1580 wymieniono Abrahama Zadorskiego, Jana Sepińskiego, zwanego też Wincentym i innego Jana Sepińskiego. Około 1793 właścicielem Sepienka był Melchior Rożnowski.
W okresie Wielkiego Księstwa Poznańskiego (1815-1848) wzmiankowane są dwie miejscowości: Sepienko I oraz Sepienko II. Obie leżały w okręgu  czempińskim ówczesnego pruskiego powiatu Kosten rejencji poznańskiej. Sepienko I stanowiło - wraz ze wsią Łagiewniki I – odrębny majątek, którego właścicielem był wówczas (1846) Płączyński. Z kolei Sepienko II stanowiło odrębny majątek, którego właścicielem był wówczas Blodan. Według spisu urzędowego z 1837 roku Sepienko I liczyło 80 mieszkańców, którzy zamieszkiwali 19 dymów (domostw), natomiast Sepienko II liczyło 76 mieszkańców (w 16 domach).
Oba majątki zostały później połączone i zostały zakupione przez Tytusa Działyńskiego. Pod koniec XIX wieku Sepienko (znane także jako Sepno Mniejsze) należało do parafii w Konojadzie. Wieś liczyła 10 domostw i 74 mieszkańców (wszyscy wyznania katolickiego), a folwark 6 dymów i 117 mieszkańców. Po Tytusie Działyńskim właścicielką była Izabella Elżbieta Działyńska.
W latach 1975–1998 miejscowość administracyjnie należała do województwa leszczyńskiego. W 2011 roku Sepienko liczyło 132 mieszkańców.